# Sartang
Le Sartang (en russe : Сартанг - en iakoute : Сартаҥ) est une rivière de Russie qui coule en Sibérie orientale. C'est avec le Doulgalakh un des deux constituants du fleuve Iana dont il est la branche-source droite, venue du sud. Il traverse la République de Sakha. Il est considéré comme étant le cours supérieur de l'Iana.

## Géographie
Le Sartang a une longueur de 620 kilomètres. Son bassin versant a une superficie de 17 800 km2 (surface de taille comparable à celle du Koweït). Son débit moyen à l'embouchure est de plus ou moins 50 m3/s. 
Le Sartang naît sur le versant nord des monts de Verkhoïansk, au nord-est de la République de Sakha, en tant qu'émissaire du lac Siskiouélé (озерo Сискюеле). Dès sa naissance la rivière adopte la direction du nord. Elle traverse  d'abord les hauteurs de piémont jouxtant au nord les monts de Verkhoïansk, une région de moyenne montagne, puis la plaine de l'Iana. Après un parcours de 620 kilomètres, le Sartang rejoint en rive gauche la rivière Doulgalakh, quelque 25 kilomètres en amont de la ville de Verkhoïansk, et forme avec ce dernier le fleuve Iana.
Dans son bassin, on relève la présence de quelque 500 lacs.

## Le gel
Le Sartang est généralement pris par les glaces au début du mois d'octobre. Il reste gelé jusqu'à la fin du mois de mai ou au début du mois de juin. 

Comme la plupart des rivières du Sakha, le bassin versant du Sartang repose totalement sur un épais manteau de sol gelé en permanence ou pergélisol, profond de 300 à 500 mètres.

## Hydrométrie - Les débits mensuels à Bala
Le débit du Sartang a été observé sur une période de 37 ans (durant les années 1957-1994), à Bala, localité située à 68 kilomètres en amont de sa confluence avec le Doulgalakh. 
Le module de la rivière à Bala est de 47,8 m3/s pour une surface prise en compte de 16 700 km2, ce qui correspond à 94 % de la totalité du bassin versant de la rivière qui en compte 17 800. La lame d'eau écoulée dans son bassin versant se monte de ce fait à 90 millimètres annuellement. 
Le Sartang présente des fluctuations saisonnières de débit élevées. Les hautes eaux se déroulent au printemps et en été, de mai à septembre inclus (avec un sommet en juin). Dès le mois de septembre, le débit diminue rapidement, ce qui mène aux basses eaux d'hiver qui ont lieu d'octobre à avril, avec arrêt de tout écoulement de janvier à avril. Le débit moyen mensuel observé au mois de juin (maximum de l'année) est de 164 m3/s, ce qui souligne l'amplitude extrêmement élevée des variations saisonnières. Sur la période d'observation de 37 ans, le débit mensuel maximal s'est élevé à 453 m3/s en juillet 1959.
En considérant la seule période libre de glaces (de juin à septembre inclus), le débit mensuel minimal observé a été de 16,1 m3/s en septembre 1957, ce qui restait bien abondant. Des débits mensuels estivaux (juin-septembre) inférieurs à 15 m3/s sont très peu probables. 